# Biankouma (departement)
Biankouma är ett departement i Elfenbenskusten. Det ligger i regionen Tonkpi, i den västra delen av landet, 280 km väster om huvudstaden Yamoussoukro.